# René Vanderveken
René Vanderveken (Pamel, 27 juni 1937) is een voormalig Belgisch profwielrenner. Vanderveken was van 1960 tot 1964 professional. Zijn meest opmerkelijke prestatie is zijn derde plaats in Parijs-Roubaix 1961.

## Overwinningen en andere ereplaatsen
1958
- 1e in de 3e etappe Ronde van Oostenrijk
- 1e in de 5e etappe deel b Ronde van Oostenrijk
- 1e in de 9e etappe Vredeskoers

1959
- 1e in de 1e etappe Ronde van Oostenrijk
- 1e in de 8e etappe Ronde van Oostenrijk
- 1e in de 2e etappe Vredeskoers

1960
- 1e in de Klimmerstrofee
- 1e in Hoeilaart-Diest-Hoeilaart

1961
- 1e in Hoeilaart-Diest-Hoeilaart
- 3e in Parijs-Roubaix

1962
- 1e in de Omloop van West-Brabant

## Resultaten in voornaamste wedstrijden
| Jaar | Gent-Wevelgem |
| ---- | ------------- |
| 1962 | 73e           |